# قائمة العملات التذكارية والميداليات الأمريكية (عقد 1920)

## 1920

### عملات غير متداولة
| الفئة | العملة                       | تصميم الوجه الأمامي    | تصميم الوجه الخلفي | المعدن            | السكّ                                                                   | التوافر | الوجه الأمامي | الوجه الخلفي |
| ----- | ---------------------------- | ---------------------- | ------------------ | ----------------- | ---------------------------------------------------------------------- | ------- | ------------- | ------------ |
| 50¢   | نصف دولار مئوية ولاية ماين   | شعار ولاية ماين        | إكليل صنوبر        | 90% فضة, 10% نحاس | تمت الموافقة على: 100,000 (حد أقصى) غير متداولة: 50,028 (P)            | 1920    |               |              |
| 50¢   | نصف دولار حج المئوية الثالثة | الحاكم ويليام برادفورد | سفينة المايفلاور   | 90% فضة, 10% نحاس | تمت الموافقة على: 300,000 (حد أقصى 1920-1921) غير متداولة: 200,112 (P) | 1920    |               |              |

## 1921

### عملات غير متداولة
| الفئة | العملة                                     | تصميم الوجه الأمامي           | تصميم الوجه الخلفي          | المعدن            | السكّ                                                        | التوافر | الوجه الأمامي | الوجه الخلفي |
| ----- | ------------------------------------------ | ----------------------------- | --------------------------- | ----------------- | ----------------------------------------------------------- | ------- | ------------- | ------------ |
| 50¢   | نصف دولار حج المئوية الثالثة               | الحاكم ويليام برادفورد        | سفينة المايفلاور            | 90% فضة, 10% نحاس | غير متداولة: 100,053 (P)                                    | 1921    |               |              |
| 50¢   | نصف دولار ميسوري المئوية                   | دانيال بون                    | دانيال بون مع أمريكي أصلي   | 90% فضة, 10% نحاس | تمت الموافقة على: 250,000 (حد أقصى) غير متداولة: 40,028 (P) | 1921    |               |              |
| 50¢   | نصف دولار مئوية ولاية ميزوري (إصدار مختلف) | دانيال بون                    | دانيال بون مع أمريكي أصلي   | 90% فضة, 10% نحاس | غير متداولة: 10,000 (P)                                     | 1921    |               |              |
| 50¢   | نصف دولار ألاباما                          | توماس كيلبي ‏ وويليام وايت بيب | تصوير للختم الكبير لألاباما | 90% فضة, 10% نحاس | تمت الموافقة على: 100,000 (حد أقصى) غير متداولة: 35,030 (P) | 1921    |               |              |
| 50¢   | نصف دولار مئوية ولاية ميزوري (إصدار مختلف) | توماس كيلبي وويليام وايت بيب  | تصوير للختم الكبير لألاباما | 90% فضة, 10% نحاس | غير متداولة: 30,014 (P)                                     | 1921    |               |              |

## 1922

### عملات غير متداولة
| الفئة | العملة                               | تصميم الوجه الأمامي                             | تصميم الوجه الخلفي      | المعدن            | السكّ                                                        | التوافر | الوجه الأمامي | الوجه الخلفي |
| ----- | ------------------------------------ | ----------------------------------------------- | ----------------------- | ----------------- | ----------------------------------------------------------- | ------- | ------------- | ------------ |
| 50¢   | نصف دولار جرانت التذكاري (بدون نجمة) | يوليسيس جرانت                                   | محل ميلاد يوليسيس جرانت | 90% فضة, 10% نحاس | تمت الموافقة على: 250,000 (حد أقصى) غير متداولة: 95,055 (P) | 1922    |               |              |
| 50¢   | نصف دولار جرانت التذكاري (نجمة)      | يوليسيس جرانت، نجمة بين كلمتي "أمريكا" و"جرانت" | محل ميلاد يوليسيس جرانت | 90% فضة, 10% نحاس | غير متداولة: 5,000 (P)                                      | 1922    |               |              |
| $1    | دولار جرانت التذكاري (بدون نجمة)     | يوليسيس جرانت                                   | محل ميلاد يوليسيس جرانت | 90% ذهب, 10% نحاس | تمت الموافقة على: 10,000 (حد أقصى) غير متداولة: 5,016 (P)   | 1922    |               |              |
| $1    | دولار جرانت التذكاري (نجمة)          | يوليسيس جرانت، نجمة بين كلمتي "أمريكا" و"جرانت" | محل ميلاد يوليسيس جرانت | 90% ذهب, 10% نحاس | نمط: 1 (P) غير متداولة: 5,016 (P)                           | 1922    |               |              |

## 1923

### عملات غير متداولة
| الفئة | العملة                             | تصميم الوجه الأمامي          | تصميم الوجه الخلفي                                                                 | المعدن            | السكّ                                                       | التوافر | الوجه الأمامي | الوجه الخلفي |
| ----- | ---------------------------------- | ---------------------------- | ---------------------------------------------------------------------------------- | ----------------- | ---------------------------------------------------------- | ------- | ------------- | ------------ |
| 50¢   | نصف دولار بمناسبة مئوية مبدأ مونرو | جيمس مونرو وجون كوينسي آدامز | شخصيتان رمزيتان (تمثلان أمريكا الشمالية والجنوبية) تتلامسان باليد (تمثل قناة بنما) | 90% فضة, 10% نحاس | تمت الموافقة على: 300,000 (حد أقصى) غير متداولة: 274,077 S | 1923    |               |              |

## 1924

### عملات غير متداولة
| الفئة | العملة                                                                                                | تصميم الوجه الأمامي              | تصميم الوجه الخلفي                    | المعدن            | السكّ                                                         | التوافر | الوجه الأمامي | الوجه الخلفي |
| ----- | --- | -------------------------------- | ------------------------------------- | ----------------- | ------------------------------------------------------------ | ------- | ------------- | ------------ |
| 50¢   | نصف دولار هوغونوتي-والوني (احتفالاً برحلة "نيو نيدرلاند" التي كان أغلب ركابها منالهوغونوتيون والوالون) | جاسبارد دي كوليجني وفيليم الصامت | سفينة نيو نيدرلاند (Nieuw Nederlandt) | 90% فضة, 10% نحاس | تمت الموافقة على: 300,000 (حد أقصى) غير متداولة: 142,080 (P) | 1924    |               |              |

## 1925

### عملات غير متداولة
| الفئة | العملة                                        | تصميم الوجه الأمامي              | تصميم الوجه الخلفي                                  | المعدن            | السكّ                                                             | التوافر | الوجه الأمامي | الوجه الخلفي |
| ----- | --------------------------------------------- | -------------------------------- | --------------------------------------------------- | ----------------- | ---------------------------------------------------------------- | ------- | ------------- | ------------ |
| 50¢   | نصف دولار اليوبيل الـ 150 لليكسينجتون-كونكورد | تمثال في كونكورد                 | تمثال في ليكسينغتون                                 | 90% فضة, 10% نحاس | تمت الموافقة على: 300,000 (حد أقصى) غير متداولة: 162,099 (P)     | 1925    |               |              |
| 50¢   | نصف دولار جبل ستون التذكاري                   | روبرت إدوارد لي وستونوول جاكسون  | نسر جاثم على حافة جبلية؛ نقش يخلد شجاعة جنود الجنوب | 90% فضة, 10% نحاس | تمت الموافقة على: 5,000,000 (حد أقصى) غير متداولة: 2,314,709 (P) | 1925    |               |              |
| 50¢   | نصف دولار اليوبيل الماسي لكاليفورنيا          | شخص يبحث عن الذهب خلال حمى الذهب | دب أشمط                                             | 90% فضة, 10% نحاس | تمت الموافقة على: 300,000 (حد أقصى) غير متداولة: 150,200 S       | 1925    |               |              |
| 50¢   | نصف دولار مئوية حصن فانكوفر                   | جون ماكلوكين                     | جندي حدود مع جبل هود في الخلفية                     | 90% فضة, 10% نحاس | تمت الموافقة على: 300,000 (حد أقصى) غير متداولة: 50,028 (S)      | 1925    |               |              |

### ميداليات
| الميدالية                                           | تصميم الوجه الأمامي | تصميم الوجه الخلفي | السكّ                                              | التوافر | الوجه الأمامي | الوجه الخلفي |
| --------------------------------------------------- | ------------------- | ------------------ | ------------------------------------------------- | ------- | ------------- | ------------ |
| الميدالية النرويجية الأمريكية (ذهبية)               | محارب فايكينج       | قارب فايكينج       | إثبات: 100 (P)                                    | 1925    |               |              |
| الميدالية النرويجية الأمريكية (فضية)                | محارب فايكينج       | قارب فايكينج       | غير متداولة: 6,000 (P) (نحيفة) 33,750 (P) (سميكة) | 1925    |               |              |
| الميدالية النرويجية الأمريكية (برونزية بصفيحة فضية) | محارب فايكينج       | قارب فايكينج       | غير متداولة: تقريبًا 60-75 (P)                     | 1925    |               |              |

## 1926

### عملات غير متداولة
| الفئة | العملة                                     | تصميم الوجه الأمامي                                       | تصميم الوجه الخلفي                                    | المعدن            | السكّ                                                                              | التوافر | الوجه الأمامي | الوجه الخلفي |
| ----- | ------------------------------------------ | --------------------------------------------------------- | ----------------------------------------------------- | ----------------- | --------------------------------------------------------------------------------- | ------- | ------------- | ------------ |
| 50¢   | نصف دولار اليوبيل الـ 150 للولايات المتحدة | جورج واشنطن وكالفين كوليدج                                | جرس الحرية                                            | 90% فضة, 10% نحاس | تمت الموافقة على: 1,000,000 (حد أقصى) غير متداولة: 1,000,528 (P)                  | 1926    |               |              |
| $2.50 | ربع عُقاب اليوبيل الـ 150 للولايات المتحدة  | إلهة الحرية، حاملةً لُفافة أوراق تمثل إعلان الاستقلال وشُعلة | قاعة الاستقلال                                        | 90% ذهب, 10% نحاس | تمت الموافقة على: 200,000 (حد أقصى) غير متداولة: 200,226 (P)                      | 1926    |               |              |
| 50¢   | نصف دولار تذكاري لمسار أوريغون             | أمريكي أصلي يقف أمام خريطة الولايات المتحدة               | عربة تجرها الثيران يتم قيادتها غربًا نحو الشمس الغاربة | 90% فضة, 10% نحاس | تمت الموافقة على: 6,000,000 (حد أقصى 1926–1939) غير متداولة: 48,030 (P) 100,055 S | 1926    |               |              |

## 1927

### عملات غير متداولة
| الفئة | العملة                               | تصميم الوجه الأمامي | تصميم الوجه الخلفي | المعدن            | السكّ                                                       | التوافر | الوجه الأمامي | الوجه الخلفي |
| ----- | ------------------------------------ | ------------------- | ------------------ | ----------------- | ---------------------------------------------------------- | ------- | ------------- | ------------ |
| 50¢   | نصف الدولار اليوبيل الـ 150 لفيرمونت | آيرا ألين           | أسد الجبال         | 90% فضة, 10% نحاس | تمت الموافقة على: 40,000 (حد أقصى) غير متداولة: 40,034 (P) | 1927    |               |              |

## 1928

### عملات غير متداولة
| الفئة | العملة                           | تصميم الوجه الأمامي                         | تصميم الوجه الخلفي                                                        | المعدن            | السكّ                                                                    | التوافر | الوجه الأمامي | الوجه الخلفي |
| ----- | -------------------------------- | ------------------------------------------- | ------------------------------------------------------------------------- | ----------------- | ----------------------------------------------------------------------- | ------- | ------------- | ------------ |
| 50¢   | نصف دولار طريق أوريغن التذكاري   | أمريكي أصلي يقف أمام خريطة الولايات المتحدة | عربة تجرها الثيران يتم قيادتها غربًا نحو الشمس الغاربة                     | 90% فضة, 10% نحاس | غير متداولة: 50,028 (P)                                                 | 1928    |               |              |
| 50¢   | نصف دولار اليوبيل الـ 150 لهاواي | جيمس كوك                                    | قائد قبيلة في هاواي مع ذراع ممدودة، في الخلفية: شاطئ وايكيكي وجبل دايموند | 90% فضة, 10% نحاس | تمت الموافقة على: 10,000 (حد أقصى) غير متداولة: 9,958 (P) إثبات: 50 (P) | 1928    |               |              |